# Potrero (Kalifornija)
Potrero je naseljeno područje za statističke svrhe u američkoj saveznoj državi Kalifornija. Prema popisu stanovništva iz 2010. u njemu je živjelo 656 stanovnika.